# ملعب كادريورغ
ملعب كادريورغ ((بالإستونية: Kadrioru staadion)) هو ملعب متعدد الأغراض في تالين، إستونيا. يستخدم حالياً في الغالب لمباريات كرة القدم ويعتبر الملعب البيتي لنادي نومه كاليو ونادي ليفاديا تالين. يتسع لجلوس 5,000 متفرج، وتم بناءه في عام 1926.